# Dalia Icik
Dalia Icik (hebrejsky דליה איציק‎, * 20. října 1952, Jeruzalém, Izrael) je izraelská politička a členka strany Kadima. V letech 2006 až 2009 byla první ženou ve funkci předsedkyně Knesetu.

## Biografie
Narodila se v Jeruzalémě do rodiny iráckých Židů. Je vdaná za Dannyho, zaměstnance Israel Electric Corporation. Mají tři děti, Rana, Uriho a Adi. Žijí v jeruzalémské čtvrti Ramat Šaret.

## Politická kariéra
Předtím než byla v roce 1992 zvolena do 13. Knesetu, vykonávala funkci zástupkyně starosty Jeruzaléma. Jako členka Strany práce zastávala funkce ministryně průmyslu a obchodu, ministryně životního prostředí a ministryně komunikací.
Dlouholetá členka Strany práce přestoupila v roce 2006 do nově vzniknuvší strany Ariela Šarona – Kadima.
25. ledna 2007 byl na vlastní žádost, sněmovním výborem Knesetu, dočasně zbaven povinností prezidenta Státu Izrael prezident Moše Kacav. 1. června 2007 zcela rezignoval na svou funkci, po dohodě o přiznání viny ze spáchaných zločinů. Jelikož je předseda Knesetu v době, kdy nemůže prezident vykonávat svůj úřad, prvním v následnictví na tuto funkci, stanula Dalia Icik v čele Státu Izrael. Stala se tak historicky první ženou v tomto úřadu.
Funkci hlavy státu oficiálně vykonávala do 15. července 2007, kdy byl do úřadu uveden Šimon Peres. V roce 2014 neúspěšně kandidovala ve volbě izraelského prezidenta, v níž zvítězil Re'uven Rivlin.